# John Knox
John Knox, em português: João Canox (c. 1514 — 24 de novembro de 1572), foi um ministro, teólogo reformista e escritor escocês que liderou a reforma protestante na Escócia. Ele foi o reformador da Igreja da Escócia, e o fundador do Presbiterianismo.

## Vida
Nascido em Giffordgate, uma rua de Haddington, East Lothian, acredita-se que Knox tenha sido educado na Universidade de St Andrews e trabalhado como tabelião-padre. Influenciado pelos primeiros reformadores da igreja, como George Wishart, ele se juntou ao movimento para reformar a igreja escocesa. Ele foi envolvido pelos eventos eclesiásticos e políticos que envolveram o assassinato do cardeal David Beaton em 1546 e a intervenção da regente Maria de Guise. Ele foi feito prisioneiro pelas forças francesas no ano seguinte e exilado para a Inglaterra quando foi solto em 1549.
Durante o exílio, Knox foi licenciado para trabalhar na Igreja da Inglaterra, onde subiu na hierarquia para servir ao rei Eduardo VI da Inglaterra como capelão real. Ele exerceu uma influência reformadora no texto do Livro de Oração Comum. Na Inglaterra, ele conheceu e se casou com sua primeira esposa, Margery Bowes. Quando Maria I ascendeu ao trono da Inglaterra e restabeleceu o catolicismo romano, Knox foi forçado a renunciar ao cargo e deixar o país. Knox mudou-se para Genebra e depois para Frankfurt. Em Genebra, ele conheceu João Calvino, de quem ganhou experiência e conhecimento da teologia reformada e do governo presbiteriano. Ele criou uma nova ordem de serviço, que foi finalmente adotada pela igreja reformada na Escócia. Ele deixou Genebra para chefiar a igreja de refugiados ingleses em Frankfurt, mas foi forçado a deixar as diferenças sobre a liturgia, encerrando assim sua associação com a Igreja da Inglaterra.
Em seu retorno à Escócia, Knox liderou a Reforma Protestante na Escócia, em parceria com a nobreza protestante escocesa. O movimento pode ser visto por alguns como uma revolução, pois levou à destituição de Maria de Guise, que governava o país em nome de sua jovem filha Maria, Rainha dos Escoceses. Knox ajudou a escrever a nova confissão de fé e a ordem eclesiástica para a  igreja reformada, a Kirk. Ele escreveu seus cinco volumes A História da Reforma na Escócia entre 1559 e 1566. Ele continuou a servir como o líder religioso dos protestantes durante o reinado de Maria da Escócia. Em várias entrevistas com a rainha, Knox a advertiu por apoiar as práticas católicas. Depois de ser presa por seu papel no assassinato de seu marido, Lord Darnley, e o rei Jaime VI foi entronizado em seu lugar, Knox pediu abertamente sua execução. Ele continuou a pregar até seus últimos dias.

## Conversão ao Protestantismo
Não há registro que Knox tenha professado a fé protestante, mas a tradição presbiteriana acredita que isso aconteceu em 1545, pois antes disso ele já tinha mostrado sinais de simpatia por essas ideias. De acordo com Thomas Guillaume Calderwood, nativo de East Lothian, a Ordem de Blackfriars em 1543, foi a primeira a "dar ao Sr. Knox um cheirinho da verdade". A sua mudança de opinião original tem sido atribuída ao seu estudo de Agostinho e Jerónimo, na sua juventude, como referido.
Na verdade, dos primeiros 30 anos de sua vida pouco se sabe. Muito influenciado por George Wishart, começou a ser seu seguidor em 1546, ano em que Wishart foi queimado como herege.  Este erudito foi provavelmente o instrumento imediato da sua conversão pois havia retornado, após um período de expulsão, em 1544, e morreu no cadafalso, vítima última e ilustre do cardeal Beaton. Entre outros lugares onde pregou as doutrinas reformadoras protestantes, Wishart havia estado em East Lothian em Dezembro de 1545, e aí Knox deve tê-lo conhecido. Pode-se dizer que o entusiasmo quase juvenil de Knox pela doutrina o teria comovido. Knox seguiu-o incansavelmente como guarda-costas, e carregaria uma espada, disposto a usar para defender Wishart dos emissários do cardeal que atentassem contra sua vida. Na noite em que prenderam Wishart, Knox foi impedido de partilhar com ele o cativeiro, e assim, muito provavelmente, o mesmo destino.
A seguinte frase de Wishart a seus amigos é bem conhecida: "Não, regressem para as vossas crianças. Um é suficiente para o sacrifício" ou seja ("Nay, return to your bairns [pupils]. One is sufficient for a sacrifice").

## No ministério de St. Andrews
O perseguidor de Wishart, o cardeal Beaton, foi assassinado naquele mesmo ano e Knox se uniu aos assassinos no castelo de Santo André, mas foi capturado por franceses e forçado a servir em suas naves de galés. Depois de solto, em 1549, viajou para a Inglaterra protestante. Knox foi chamado pela primeira vez ao ministério de St. Andrews, que durante toda a sua vida estaria ligado intimamente à sua carreira. Parece não ter havido qualquer ordenação regular. Obviamente, já tinha sido ordenado padre da Igreja de Roma. 

## No continente europeu1554-1559
Ofereceram-lhe o bispado de Rochester mas declinou, sabendo que o reinado de Eduardo VI seria curto, e haveria uma volta inevitável ao catolicismo com Maria, sua irmã e herdeira. Escapou, portanto, quando ela subiu ao trono como Maria I Tudor. Outros bispos não tiveram a mesma sorte. Depois de viajar para Dieppe e Frankfurt, mudou-se para Genebra. Ali começou sua admiração pela disciplina e pela teologia de João Calvino.  Em 1554, em Genebra, aceitou, em acordo com João Calvino, uma posição na Igreja Anglicana de Frankfurt.
Em 1558, publicou: Summary of the Proposed Second Blast, onde defendeu que o dever dos nobres diante de Deus exigia que eles resistissem a uma soberana que promovesse a idolatria.

## Na Escócia
Numa curta viagem à Escócia, em 1555-1556 ajudou a preparar o novo movimento que culminaria na rebelião contra a França e contra Roma. Assim que Elizabeth subiu ao trono inglês, pediu licença para voltar, o que não foi concedido, pois tinha perorado contra todas as mulheres no Governo em seu libelo« First Blast of the Trumpet against the Monstrous Regiment of Women»! 
Em 1559 estava de volta, e depois de um sermão que resultou na pilhagem de casas religiosas, atribuiu as desordens à multidão de canalhas, não aos «irmãos». Durante esse ano, entusiasmado, apoiou os «Lords of the Congregation» em sua rebelião contra a Regente Maria de Guise. De agosto de 1559 até morrer, foi o ministro da Alta Igreja de Edimburgo ou Santo Egídio (St. Giles, High Kirk of Edinburgh) tendo importante papel em 1560 na introdução do protestantismo pelo Parlamento reformista. Os manifestos de 1560 têm maior contribuição de Knox do que qualquer outro indivíduo e a Confissão foi muito importante para a nova Igreja em suas declarações sobre a fé. O culto mudou para sempre pela Liturgia de Knox, ou Livro da Ordem Comum (the Book of Common Order) que ordenava serviços religiosos na língua local e colocar a Palavra como ponto central de tudo. Instruções para a comunidade protestante foram dadas no seu Livro de Disciplina (Book of Discipline) que incluía tópicos sobre educação geral, providências para ajudar os pobres, idosos e doentes e mais cooperação entre Igreja e Estado.

### 1561
Quando a Rainha Maria Stuart retornou à Escócia, teve numerosas entrevistas com ela (apenas registradas por ele) que foram tempestuosas. Knox concordou com o assassinato de Riccio mas quando os assassinos não conseguiram tomar o poder, deixou Edimburgo para Ayrshire e foi passar alguns meses na Inglaterra. Depois que a Rainha foi derrubada, voltou, popular com os regentes do jovem rei Jaime VI, mas os partidários de Maria o obrigaram a retornar a Santo André por algum tempo.
Em sua «History of the Reformation» Knox fornece, historicamente, o sabor de tais tempos, e seus dados biográficos.  Era menos sombrio do que é pintado e mais anglófilo, pois sua primeira esposa foi inglesa e seus dois filhos foram enviados à Inglaterra ser ali educados. Exagera sua importância nos acontecimentos da Reforma, pois outras narrações contemporâneas não lhe atribuem grande papel, mas sua «História» é mencionada entre as obras mais importantes sobre a história da Igreja na Escócia.

### Morte
Morreu em 24 de novembro de 1572 em Edimburgo. Encontra-se sepultado na Saint Giles Cathedral, Edimburgo na Escócia.

## Trabalhos selecionados
- An Epistle to the Congregation of the Castle of St Andrews; with a Brief Summary of Balnaves on Justification by Faith (1548)
- A Vindication of the Doctrine that the Sacrifice of the Mass is Idolatry (1550)
- A Godly Letter of Warning or Admonition to the Faithful in London, Newcastle, and Berwick (1554)
- Certain Questions Concerning Obedience to Lawful Magistrates with Answers by Henry Bullinger (1554)
- A Faithful Admonition to the Professors of God's Truth in England (1554)
- A Narrative of the Proceedings and Troubles of the English Congregation at Frankfurt on the Maine (1554–1555)
- A Letter to the Queen Dowager, Regent of Scotland (1556)
- A Letter of Wholesome Counsel Addressed to his Brethren in Scotland (1556)
- The Form of Prayers and Ministration of the Sacraments Used in the English Congregation at Geneva (1556)
- The First Blast of the Trumpet Against the Monstruous Regiment of Women (1558)
- A Letter to the Queen Dowager, Regent of Scotland: Augmented and Explained by the Author (1558)
- The Appellation from the Sentence Pronounced by the Bishops and Clergy: Addressed to the Nobility and Estates of Scotland (1558)
- A Letter Addressed to the Commonalty of Scotland (1558)
- On Predestination in Answer to the Cavillations by an Anabaptist (1560)
- The History of the Reformation in Scotland (1586–1587)